# Hans Fritz
Hans Fritz (født 3. april 1884) var en tysk marineofficer og en af den Kaiserliche Marines første luftskibskommandanter, som 23. maj 1914 fik kommandoen over det nybyggede luftskib L 3.
Under 1. verdenskrig nødlandede han L 3 den 17. februar 1915 på Fanø i det neutrale Danmark, og sattes af den danske regering under internering indtil 1. verdenskrigs slutning.

## Kommandant på luftskib L 3
Kaptajnløjtnant Hans Fritz med Oberleutnant zur See (premierløjtnant) Horst Julius Treusch von Buttlar-Brandenfels som 1. officer overtog 23. maj 1914 kommandoen over den Kaiserliche Marines nybyggede og dengang eneste luftskib L 3. 
De løste deres første opgave under 1. verdenskrig ved at finde den hollandske flåde ved den hollandske kyst den 11. august 1914.
I september 1914 udskiftedes 1. officeren af søløjtnant von Lynckner.
Hans Fritz var kommandant på samtlige L 3's 27 togter, heraf 24 rekognosceringer over Nordsøen.
Zeppelineren var i kort tid først stationeret på Flugplatz Johannisthal ved Berlin, hvor i øvrigt Z 1 var forulykket året inden, men stationeredes fra juni 1915 i Fuhlsbüttel ved Hamborg, fra september 1915 i Nordholz ved Cuxhaven, skiftede rundt og var igen fra 23. dec. 1914 i Fuhlsbüttel.
Luftskib L 3 kommanderet af Hans Fritz og L 4 kommanderet af von Platen foretog efter kejser Wilhelm 2.'s personlige tilladelse den 19. januar 1915 1. verdenskrigs første luftskibs-bombetogt, der gik mod Norfolk, for L 3's vedkommende over Great Yarmouth.

## Nødlandingen på Fanø 17. februar 1915
Igen den 17. februar 1915 kl. 4 om morgenen sendtes L 3 og L 4 fra Fuhlsbüttel på rekognoscering over Nordsøen, men med en skadet motor meddelte kommandant Fritz kl. 8.40, at L 3 vendte om 35 sømil vest for Lyngvig Fyr. 
Omkring kl. 13 sendte Fritz endnu et radiotelegram hvor han bad om hjælp fra flådens skibe.
Ud for Esbjerg ved 17-tiden satte den anden motor ud og Fritz opgav at nå luftskibsbasen i Tønder, hvor nye luftskibshaller var under bygning.
Kl. 17.45 landede han L 3 på stranden 1 km nord for Fanø Bad. Besætningen slap uskadt fra den hårde landing.
Kommandant Fritz destruerede luftskibets papirer, før han satte ild til selve skibet med en signalpistol.

## Internering
I første omgang interneredes besætningen på Fanø Krogård.
Den danske regering gav ordre til, at besætningen skulle interneres indtil krigens slutning, ligesom de overlevende fra L 4, der også nødlandede.
Kommandant Fritz og 1. officer von Lynckner interneredes i Ålborg og den 14 mand menige besætning i Odense.

## Eksterne links
- Zeppelin L 3 Verlust von L 3 und L 4 in 1915 Arkiveret 20. maj 2013 hos  Wayback Machine - zeppelin-museum.dk
- Zeppeliner forlis den 17. februar 1915 Arkiveret 3. september 2014 hos  Wayback Machine - mitfanoe.dk
- Zeppelins Nedstyrtning - Det Danske Filminstitut
- Luftskibet L 3 - 1sted.dk
- LZ 24 - luftschiff.de
- Lz24 - L3 Arkiveret 27. oktober 2014 hos  Wayback Machine La perte du L3 et L4 Arkiveret 13. februar 2015 hos  Wayback Machine - lzdream.net
- Germany's best airship - The Advertiser (Adelaide) 20. feb. 1915.
- To Zeppelin luftskibe blev i sidste uge ødelagt ved Jyllands kyst - Dannevirke 24. feb. 1915.
- Zeppeliner strandet på Fanø - Den Danske Pioneer 25. feb. 1915
- En tysk zeppeliner faldt forrige uge ned på Fanø - Bien 26. feb. 1915.
- Two Zeppelins Wrecked - Poverty Bay Herald 13. april 1915 - Otago Daily Times 17. april 1915